# Dmitry Rigin
Dmitry Rigin (en russe : Дмитрий Васильевич Ригин ; en français : Dmitri Vassilievitch Rigine), né le 10 avril 1985 à Krasnoïarsk, est un escrimeur russe.

## Carrière
Rigin commence la pratique de l'escrime à l'âge de huit ans, après s'être notamment essayé aux échecs et plusieurs sports différents. Il rejoint l'équipe nationale de Russie en 2007 et remporte le bronze aux championnats d'Europe des moins de 23 ans en 2008 à Monza.
Il perce au niveau international au cours de la coupe du monde d'escrime 2011 durant laquelle il remporte le tournoi de Bonn. Qualifié en équipe aux championnats d'Europe, il remporte le bronze à la suite d'une victoire en match de classement contre l'Allemagne. Les deux saisons suivantes sont décevantes et Rigin échoue à se qualifier pour les Jeux de Londres 2012.
Il retourne aux affaires durant la coupe du monde d'escrime 2013-2014 en remportant sa deuxième compétition de coupe du monde à la Havane et une nouvelle médaille de bronze européennes par équipes aux championnats d'Europe 2014 à Strasbourg. Sur le plan individuel, sa meilleure saison est la suivante : en 2014-2015, il remporte deux nouveaux tournois, à la Havane et Saint-Pétersbourg ainsi qu'une médaille d'argent à Tokyo. Il termine cette saison 2015 avec les titres de vice-champion par équipe d'abord aux championnats d'Europe puis aux championnats du monde.

## Palmarès
- Championnats du monde d'escrime
  -  Médaille d'argent par équipes en 2015 à Moscou

- Championnats d'Europe d'escrime
  -  Médaille d'or par équipes aux championnats d'Europe d'escrime 2016 à Toruń
  -  Médaille d'or par équipes aux championnats d'Europe d'escrime 2015 à Montreux
  -  Médaille d'argent par équipes aux championnats d'Europe d'escrime 2015 à Montreux
  -  Médaille de bronze par équipes aux championnats d'Europe d'escrime 2014 à Strasbourg
  -  Médaille de bronze par équipes aux championnats d'Europe d'escrime 2011 à Sheffield